# Waveney
Waveney è stato un distretto del Suffolk, Inghilterra, Regno Unito, con sede a Lowestoft.
Il distretto fu creato con il Local Government Act 1972, il 1º aprile 1974 dalla fusione dei municipal borough di Beccles, Lowestoft e Southwold con i distretti urbani di Bungay e Halesworth, col distretto rurale di Wainford e parte del distretto rurale di Lothingland.

## Parrocchie civili
Le parrocchie, che non coprono l'area del capoluogo, sono:
- All Saints and St. Nicholas, South Elmham
- Barnby
- Barsham
- Beccles
- Benacre
- Blundeston
- Blyford
- Brampton with Stoven
- Bungay
- Carlton Colville
- Churt
- Corton
- Covehithe
- Ellough
- Flixton (Lothingland Ward)
- Flixton (The Saints Ward)
- Frostenden
- Gisleham
- Halesworth
- Henstead with Hulver Street
- Holton
- Kessingland
- Lound
- Mettingham
- Mutford
- North Cove
- Oulton
- Redisham
- Reydon
- Ringsfield
- Rumburgh
- Rushmere
- St. Andrew, Ilketshall
- St. Cross, South Elmham
- St. James, South Elmham
- St. John, Ilketshall
- St. Lawrence, Ilketshall
- St. Margaret, Ilketshall
- St. Margaret, South Elmham
- St. Mary, South Elmham otherwise Homersfield
- St. Michael, South Elmham
- St. Peter, South Elmham
- Shadingfield
- Shipmeadow
- Somerleyton, Ashby and Herringfleet
- Sotherton
- Sotterley
- South Cove
- Southwold
- Spexhall
- Uggeshall
- Wangford with Henham
- Westhall
- Weston
- Willingham St. Mary
- Wissett
- Worlingham
- Wrentham